# شیب آب‌بندان
شیب آبندان، روستایی است از توابع  بخش مرکزی شهرستان جویبار در استان مازندران ایران.

## جمعیت
این روستا در دهستان حسن‌رضا قرار داشته و براساس آخرین سرشماری محلی توسط دهیاری روستا که در سال1397 صورت گرفته، جمعیت آن 800نفر      (220 خانوار) بوده‌است.